# Mezquita Central de Madrid
La Mezquita Central de Madrid (España) o Mezquita Abu-Bakr es un edificio situado en el n.º 7 de la calle Anastasio Herrero, en el barrio de Cuatro Caminos del distrito de Tetuán. Su proximidad a la Estación de Estrecho del Metro de Madrid ha hecho que la construcción también se conozca popularmente como la Mezquita de Estrecho  o Mezquita del Estrecho.

## Historia
Se inauguró en 1988, siendo la primera mezquita aljama de la capital desde de la toma de la ciudad por fuerzas de Alfonso VI de León en 1085, estando el terreno escriturado como waqf.
Proyectada por el arquitecto Juan Mora Urbano para la Asociación Musulmana de España, constituye también la sede de la Comunidad Islámica de Madrid - Mezquita Abu-Bakr, y de la Unión de Comunidades Islámicas de España, la cual tiene un convenio de colaboración con la Comunidad de Madrid desde 1998; asimismo participan en el acuerdo de cooperación de 1992 con el Estado a través de la Comisión Islámica de España.

## Funciones
Realiza funciones de culto, beneficencia, educativas, culturales y sociales, estando autorizados a celebrar matrimonios. Tiene suscrito un convenio con la Universidad de al-Azhar para la formación y provisión de imames, siendo de esta institución su imam residente.
Entre sus actividades desarrolla el programa “Alcántara” (el puente) de visitas guiadas para grupos, “Mezquita en fiestas” y “Puertas abiertas” dirigidas al público en general así como “Cesta Arrahmán” de recogida de alimentos para necesitados.

## Descripción
El conjunto, distribuido en cuatro plantas con alminar y cúpula, cuenta, además de la mezquita y oficinas, con guardería, escuela, biblioteca, auditorio, sala de reuniones y tienda de alimentación halal. Tanto la mezquita como la tienda tuvieron ubicaciones anteriores próximas a la definitiva, siendo su carnicería halal la primera de España en la península y las islas, ya en la Edad Contemporánea.